# P.K. Subban
Pernell Karl "P.K." Subban, född 13 maj 1989 i Toronto, Ontario, är en kanadensisk före detta professionell ishockeyspelare som sist spelade för New Jersey Devils i NHL.
Han spelade tidigare på NHL-nivå för Nashville Predators och Montreal Canadiens och på lägre nivåer för Hamilton Bulldogs i AHL och Belleville Bulls i OHL.

## Klubblagskarriär

### NHL

#### Montreal Canadiens
Subban valdes i andra rundan, som 43:e spelare totalt, av Montreal Canadiens i NHL-draften 2007.
Säsongen 2012–13 vann han Norris Trophy som ligans bäste back.

#### Nashville Predators
Den 29 juni 2016 tradades han till Nashville Predators i utbyte mot Shea Weber.

#### New Jersey Devils
Den 22 juni 2019, under NHL-draften, tradades han till New Jersey Devils i utbyte mot Steven Santini, Jeremy Davies och ett val i andra rundan i draften 2019 (som Predators i sin tur bytte bort till Philadelpha Flyers som valde Bobby Brink) och ett val i andra rundan i draften 2020.

## Privatliv
Mellan 2017 och 2020 hade han ett förhållande med den amerikanska alpinskidåkerskan Lindsey Vonn. Han är bror till Malcolm Subban.

## Statistik

### Klubbkarriär
|            |                     |            |         | Grundserie | Grundserie | Grundserie | Grundserie | Grundserie |     | Slutspel | Slutspel | Slutspel | Slutspel | Slutspel |
| Säsong     | Lag                 | Liga       | Matcher | Mål        | Assists    | Poäng      | Utv.       | Matcher    | Mål | Assists  | Poäng    | Utv.     |          |          |
| ---------- | ------------------- | ---------- | ------- | ---------- | ---------- | ---------- | ---------- | ---------- | --- | -------- | -------- | -------- | -------- | -------- |
| 2005–06    | Belleville Bulls    | OHL        | 52      | 5          | 7          | 12         | 70         | 3          | 0   | 0        | 0        | 2        |          |          |
| 2006–07    | Belleville Bulls    | OHL        | 68      | 15         | 41         | 56         | 89         | 15         | 5   | 8        | 13       | 26       |          |          |
| 2007–08    | Belleville Bulls    | OHL        | 58      | 8          | 38         | 46         | 100        | 21         | 8   | 15       | 23       | 28       |          |          |
| 2008–09    | Belleville Bulls    | OHL        | 56      | 14         | 62         | 76         | 94         | 17         | 3   | 12       | 15       | 22       |          |          |
| 2009–10    | Hamilton Bulldogs   | AHL        | 77      | 18         | 35         | 53         | 82         | 7          | 3   | 7        | 10       | 6        |          |          |
| 2009–10    | Montreal Canadiens  | NHL        | 2       | 0          | 2          | 2          | 2          | 14         | 1   | 7        | 8        | 6        |          |          |
| 2010–11    | Montreal Canadiens  | NHL        | 77      | 14         | 24         | 38         | 124        | 7          | 2   | 2        | 4        | 2        |          |          |
| 2011–12    | Montreal Canadiens  | NHL        | 81      | 7          | 29         | 36         | 119        | –          | –   | –        | –        | –        |          |          |
| 2012–13    | Montreal Canadiens  | NHL        | 42      | 11         | 27         | 38         | 57         | 5          | 2   | 2        | 4        | 31       |          |          |
| 2013–14    | Montreal Canadiens  | NHL        | 82      | 10         | 43         | 53         | 81         | 17         | 5   | 9        | 14       | 24       |          |          |
| 2014–15    | Montreal Canadiens  | NHL        | 82      | 15         | 45         | 60         | 74         | 12         | 1   | 7        | 8        | 31       |          |          |
| 2015–16    | Montreal Canadiens  | NHL        | 68      | 6          | 45         | 51         | 74         | —          | —   | —        | —        | —        |          |          |
| 2016–17    | Nashville Predators | NHL        | 66      | 10         | 30         | 40         | 44         | 22         | 2   | 10       | 12       | 29       |          |          |
| 2017–18    | Nashville Predators | NHL        | 82      | 16         | 43         | 59         | 82         | 13         | 4   | 5        | 9        | 10       |          |          |
| 2018–19    | Nashville Predators | NHL        | 63      | 9          | 22         | 31         | 60         | 6          | 1   | 2        | 3        | 0        |          |          |
| 2019–20    | New Jersey Devils   | NHL        | 68      | 7          | 11         | 18         | 79         | —          | —   | —        | —        | —        |          |          |
| NHL totalt | NHL totalt          | NHL totalt | 713     | 105        | 321        | 426        | 797        | 96         | 18  | 44       | 62       | 133      |          |          |
| NHL totalt | NHL totalt          | NHL totalt | 645     | 98         | 310        | 408        | 718        | 96         | 18  | 44       | 62       | 133      |          |          |

### Internationellt
| År            | Lag           | Turnering     |               | Matcher | Mål | Assist | Poäng | Utv |
| ------------- | ------------- | ------------- | ------------- | ------- | --- | ------ | ----- | --- |
| 2008          | Kanada        | JVM           | 7             | 0       | 0   | 0      | 2     |     |
| 2009          | Kanada        | JVM           | 6             | 3       | 6   | 9      | 6     |     |
| 2013          | Kanada        | VM            | 1             | 0       | 0   | 0      | 0     |     |
| 2014          | Kanada        | OS            | 1             | 0       | 0   | 0      | 0     |     |
| Junior totalt | Junior totalt | Junior totalt | Junior totalt | 18      | 3   | 7      | 10    | 8   |
| Senior totalt | Senior totalt | Senior totalt | Senior totalt | 2       | 0   | 0      | 0     | 0   |